# Virgin Killer
Virgin Killer es el cuarto álbum de estudio de la banda alemana de hard rock y heavy metal Scorpions, publicado en 1976 por RCA Records. Su proceso de grabación fue similar al de In Trance (1975), aunque en esta ocasión contaron con una grabadora de 32 pistas, una de las más avanzadas de la época. Al igual que el mencionado disco, posee canciones que mezclan hard rock y heavy metal. 
Es considerado como el primer álbum de la banda en llamar la atención fuera de Europa. En ese sentido, ingresó en la lista musical de Japón y en menos de una semana de su lanzamiento, la Recording Industry Association of Japan (RIAJ) le confirió un disco de oro por vender más de 100 000 copias en ese país. Además, recibió reseñas positivas por parte de la crítica especializada, hasta el punto que ha sido señalado como uno de los mejores álbumes de su carrera y uno de los que ayudó a la remodelación del heavy metal en ese año.
No obstante, Virgin Killer es conocido mayormente por su polémica portada, la que presenta a una niña desnuda de diez años de edad con un efecto de vidrio quebrado en su pubis. En muchos países la censuraron y la reemplazaron por una fotografía de la banda, pero en otros, en cambio, decidieron vender el álbum con la carátula original cubierta en un plástico negro. Con el paso de los años, ha figurado en varias listas de las peores portadas de la historia y ha generado diversas controversias con algunas organizaciones.

## Antecedentes
Scorpions debutó en 1972 con Lonesome Crow, que presentaba un sonido ligado al hard rock y rock psicodélico. Al año siguiente, como consecuencia de la salida del guitarrista Michael Schenker, la banda se reestructuró con los miembros de Dawn Road, entre ellos el guitarrista Uli Jon Roth y el bajista Francis Buchholz. Al poco tiempo, firmó con RCA Records y en 1974 salió al mercado Fly to the Rainbow, que en esencia mantenía el mismo sonido de su predecesor. En 1975, los músicos llegaron a un acuerdo con el productor Dieter Dierks y en septiembre editaron In Trance. Con el objetivo de potenciarlos en los mercados internacionales, Dierks sugirió acortar la duración de las canciones y eliminar las influencias del rock psicodélico. Como resultado, In Trance dio un gran paso hacia la combinación característica de hard rock y heavy metal que llegó a definir el sonido de Scorpions.

## Grabación y composición

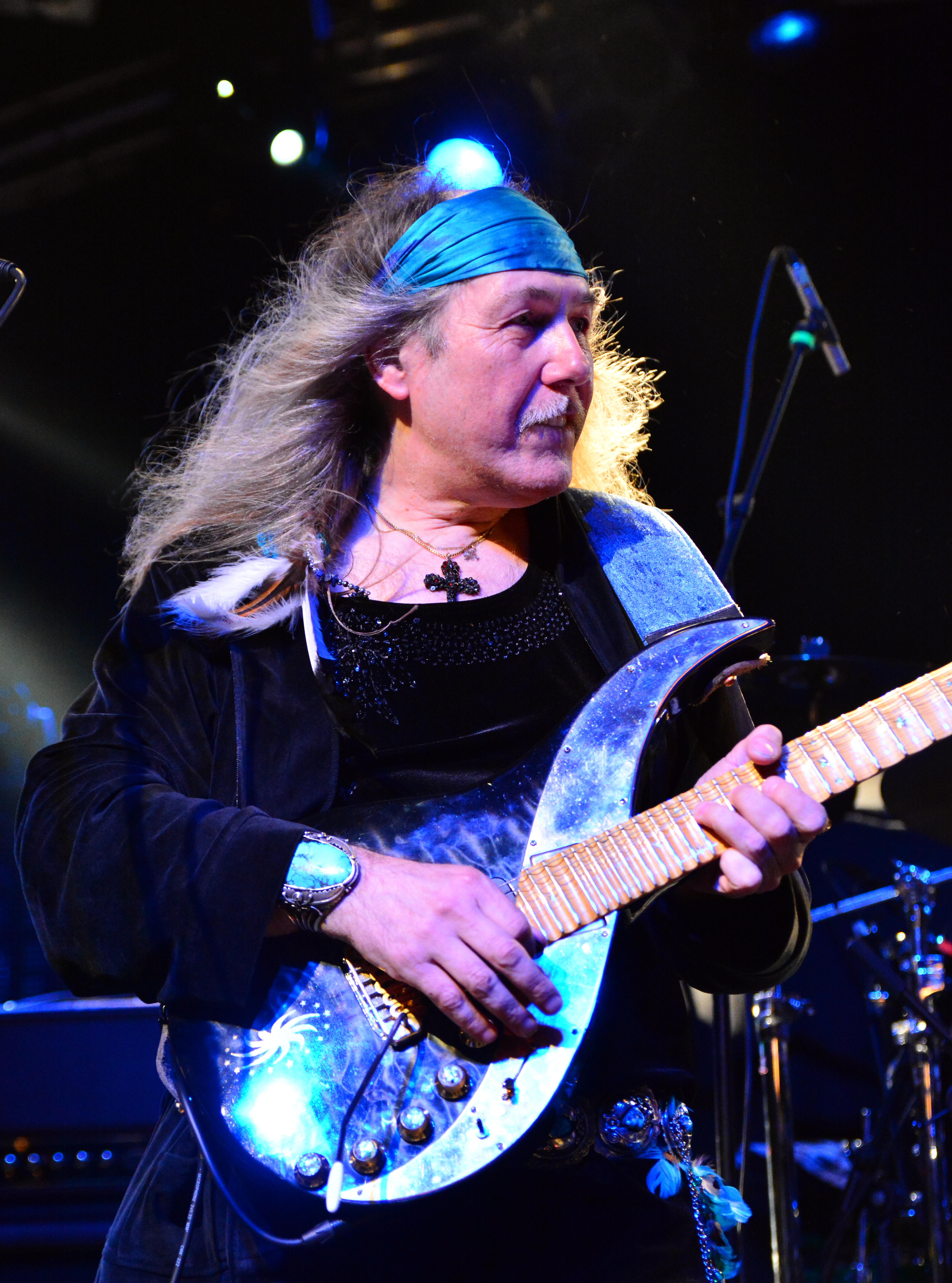
Uli Jon Roth, compositor de «Virgin Killer», señaló que el significado de la letra era muy diferente al contexto que le dieron en la portada

Su grabación y mezcla se llevaron a cabo en los Dierks Studios de Colonia y, como era habitual durante la época con Uli Jon Roth, —a excepción de Fly to the Rainbow— acontecieron en el verano. El proceso fue similar al de In Trance, aunque Schenker destacó que lo hicieron de una mejor manera, porque contaron con una grabadora de 32 pistas, una de las más avanzadas de la época. Si bien no hubo problemas significativos, Francis Buchholz señaló que el batería Rudy Lenners cayó al hospital debido a una crisis nerviosa, porque Dierks lo obligó a repetir una parte una y otra vez.
El álbum inicia con «Pictured Life», que escribió Schenker antes de presentarse en un festival alemán, pero no recuerda si fue en 1974 o 1975. Ese mismo día se la presentó a Roth, quien junto con Klaus Meine, la terminaron de componer. El crítico Martin Popoff comenta que posee «una de las letras más vívidas de la banda», pero a pesar de que es difícil saber de que trata, él menciona que «su imagen y el sentido de lo místico es palpable». Por su parte, la letra de «Catch Your Train» es clara en simplificar el concepto de «matarse trabajando». Schenker señaló que desde un principio encontró una sensación especial en ella, así que cooperó con Roth para crear el solo de guitarra perfecto. Si bien Roth señaló que la canción no era de su agrado, consideró que tenía una estructura ideal para tocar un gran solo. Después de la power ballad «In Your Park» en que la «noche silenciosamente se convierte en día de nuevo», sigue «Backstage Queen», llamada por el crítico Eduardo Rivadavia de Ultimate Classic Rock como un «hard rock contagioso». Con un leve toque de rock sureño, esta última canción fue otra de las que no le gustó al guitarrista líder.
Roth compuso «Virgin Killer» mientras estaban de gira con Kiss en el marco del In Trance Tour. Como le había llamado la atención sus espectáculos y sus letras «extravagantes», en una noche él los imitó en el camerino y mencionó because he's a virgin killer. A Meine le gustó la frase y le sugirió que hiciera algo con ella, así que le creó un contexto lírico. A pesar de que mucha gente, incluida la prensa escrita, le dio un significado erróneo a su letra, el guitarrista señaló que: «virgin killer es el demonio del espíritu del tiempo que asesina la inocencia de la gente». Popoff lo nombró un tema de heavy metal tradicional, que no se puede comparar con el resto del catálogo de Scorpions o de otra banda de ese tiempo, porque poseía «los sonidos de guitarra más mordaces» de 1976.
«Hell Cat» es un «maniático circo de krautrock» según Popoff. No obstante, Roth señaló que «básicamente es una copia de Jimi Hendrix» en que trató de innovar en cierto modo, pero estimó que no era uno de sus mejores esfuerzos. La última canción de Schenker-Meine es la «monstruosa y triste» «Crying Days» en donde el «mundo es malo». Schenker comentó que cuando la terminaron de escribir tenían dudas si a Dierks le agradaría porque era diferente, sin pretensiones comerciales. Sorpresivamente al productor le gustó porque poseía una «vibra especial». En las dos últimas composiciones de Roth, «Polar Nights» y «Yellow Raven», él asumió «virtualmente el control de la producción». La primera presenta un «grado similar de rareza que "Hell Cat", pero con más solemnidad»; según Popoff «es quizás el primer invierno lúgubre de una canción de black metal». Por último, «Yellow Raven» es un «melancólico e introspectivo psycho-progger» en que la «fantástica ave soñadora te aleja de este mundo malo».

## Lanzamiento y promoción
Virgin Killer salió a la venta el 9 de octubre de 1976 a través de RCA Records y es considerada como la primera producción de Scorpions en llamar la atención fuera de Europa. En ese sentido, alcanzó el puesto 32 en la lista musical de Japón y en menos de una semana de su lanzamiento, la Recording Industry Association of Japan (RIAJ) le confirió un disco de oro en representación a 100 000 copias vendidas en ese país. En Francia logró ser uno de los diez álbumes más exitosos de RCA, mientras que en Alemania, hasta enero de 1978, se estimó que se habían vendido 120 000 copias en ese país. Por otro lado, obtuvo un disco de oro por parte de la World Wide Europe Awards (WWA) al superar las 500 000 copias comercializadas solo en Europa. En 1977, llegó hasta el puesto 162 en el recuento musical de la revista estadounidense Record World. En 1983, alcanzó el puesto 49 en la lista Midline LP —precursora de la Catalog Albums— de la revista Billboard, también de los Estados Unidos. En junio de 1984 reingresó en mencionado conteo y para la semana del 25 de agosto alcanzó la casilla 37 como máxima posición.
Debido al éxito en Japón, RCA optó por publicar únicamente en ese país los sencillos «Virgin Killer» y «Pictured Life», en 1976 y 1977 respectivamente. Por otro lado, el 2 de octubre de 1976 en Dortmund comenzó la gira Virgin Killer Tour, que les permitió tocar por cinco países europeos. Enfocada principalmente en el Reino Unido y Alemania Occidental, gracias a ella debutaron en Escocia. Con un total de sesenta y nueve presentaciones, el tour culminó el 5 de mayo de 1977 en Londres.

## Portada
La portada original presentaba una imagen de una niña desnuda de diez años de edad llamada Jacqueline, con un efecto de vidrio quebrado en su parte íntima. El concepto lo creó el equipo artists and repertoire y el departamento de arte de RCA, con el objetivo de llamar la atención y así aumentar las ventas del disco; según Buchholz, la niña era hija o sobrina de uno de los creadores. El alemán Michael von Gimbut quedó a cargo de la sesión fotográfica, quien ya había trabajado con la banda en la portada de In Trance el año anterior. Además del fotógrafo, en el estudio estuvo presente su esposa, la madre y la hermana de la niña, y tres asistentes femeninas.
La controversial imagen generó la molestia de varios mercados mundiales, ya que los distribuidores la consideraron de mal gusto e inmoral. En muchos países la cambiaron por una fotografía de la banda, aunque en otros, en cambio, optaron por venderlo tal cual, pero cubierta en plástico negro. En los Estados Unidos estuvo disponible solo como un «artículo de exportación», por lo que llegó a ser el primer disco de un artista alemán en ser considerado «clandestino». Por su parte, en Alemania como en Japón, no hubo mayores problemas y se editó con la original. A pesar de que en sus posteriores remasterizaciones se edita mayormente con la portada alternativa, en algunos países, como Japón, se puede encontrar con la original, aunque con barras negras cubriendo las partes íntimas de la niña. Debido a esta controversia, el disco ha entrado en varias listas sobre las peores portadas de todos los tiempos. La revista en línea Cracked la situó en el primer puesto de las quince peores portadas de todos los tiempos. El sitio web Gigwise la colocó también en el primer lugar de las 50 más controvertidas portadas de todos los tiempos; el sitio UGO Networks la incluyó en la lista de las más extrañas portadas de discos, mientras que ocupó el puesto seis de las peores portadas de todos los tiempos realizada por la revista Three.One.Five.
Con el pasar de los años, algunos miembros de la banda han sido consultados por esta polémica. Rudolf Schenker confirmó que la portada la creó el sello discográfico y mencionó: «Incluso la niña, cuando la conocimos quince años después, no tuvo ningún problema con la portada». En una entrevista en 2010, el vocalista Klaus Meine indicó que: «Nunca hicimos esto en el sentido pornográfico, lo hicimos en el sentido artístico [...] El sello impulsó la idea porque querían obtener una controversia para ayudar las ventas del álbum y que mejor promoción que esa... Siempre hubo sentimientos encontrados al respecto». Francis Buchholz señaló que les gustó el título del álbum, pero RCA se excedió con la portada, y que para aquel tiempo el concepto de pornografía infantil no se conocía —al menos en su país—, por eso en Alemania no se censuró. El fotógrafo Michael von Gimbut fue enfático al decir que el equipo no estaba a favor de la pornografía infantil: «En ese entonces, amábamos y protegíamos a los niños, no dormíamos con ellos».

## Comentarios de la crítica
Virgin Killer recibió reseñas favorables por parte de la prensa especializada. El crítico Jason Anderson de AllMusic mencionó que «es el primero de los cuatro discos que definió la búsqueda urgente del sonido metálico, que los convirtió en la gran influencia», en donde el «entusiasmo característico del grupo (...) y la destreza brillan en esta colección casi histórica de heavy metal». Asimismo, Steve Huey del mismo sitio web, lo citó junto a Rising de Rainbow y Sad Wings of Destiny de Judas Priest como álbumes emblemáticos para la remodelación del heavy metal en ese año. Eduardo Rivadavia de Ultimate Classic Rock señaló que «obviamente se diseñó como una secuela sónica de esa plantilla exitosa [en referencia a In Trance], casi una réplica, de hecho, pero en la que la composición inspirada de la banda continuó brindando nuevas pepitas de oro para sus fanáticos», aunque en su conjunto sus canciones «probablemente no alcanzaron las marcas de agua logradas en In Trance». Al finalizar, comentó: «(...) pero las preguntas sobre la música pronto se perdieron en el alboroto que rodeaba la infame portada del álbum».
Rivadavia, además, lo posicionó en el séptimo puesto en su lista de los álbumes de la banda ordenados de peor a mejor. En un recuento similar, Malcolm Dome lo incluyó en el sexto lugar y en su reseña lo consideró «probablemente (...) el mejor álbum de los setenta de Scorpions» y «un paso clave en el desarrollo musical» de la banda. Adicionalmente, dijo: «El material fue consistentemente más fuerte que en cualquier otro momento durante el mandato de Roth con la banda, como lo demuestra la cantidad de canciones que se convertirían en las principales favoritas en vivo en los años siguientes». La revista estadounidense Record World señaló en 1976 que este álbum es la prueba de que hay dejar de estereotipar a las bandas alemanas de rock. Además, destacó a «Catch Your Train» y comentó: «Las guitarras gemelas lideran el asalto con la misma agresividad que marcó los primeros esfuerzos de Uriah Heep y Deep Purple». El crítico canadiense Martin Popoff lo posicionó en el puesto 392 en su libro de Los 500 álbumes de heavy metal de todos los tiempos.

## Lista de canciones
| N.º | Título             | Escritor(es)          | Duración |  |
| 1.  | «Pictured Life»    | Meine, Schenker, Roth | 3:26     |  |
| 2.  | «Catch Your Train» | Meine, Schenker       | 3:34     |  |
| 3.  | «In Your Park»     | Meine, Schenker       | 3:41     |  |
| 4.  | «Backstage Queen»  | Meine, Schenker       | 3:14     |  |
| 5.  | «Virgin Killer»    | Roth                  | 3:45     |  |
| 6.  | «Hell Cat»         | Roth                  | 3:00     |  |
| 7.  | «Crying Days»      | Meine, Schenker       | 4:37     |  |
| 8.  | «Polar Nights»     | Roth                  | 5:10     |  |
| 9.  | «Yellow Raven»     | Roth                  | 5:00     |  |

## Posicionamiento en listas musicales
| País           | Lista (1976-1977)         | Posición |
| -------------- | ------------------------- | -------- |
| Estados Unidos | Record World Albums Chart | 162      |
| Japón          | Japan Albums Chart        | 32       |
| País           | Lista (1983)              | Posición |
| Estados Unidos | Billboard Midline LP      | 49       |
| País           | Lista (1984)              | Posición |
| Estados Unidos | Billboard Midline LP      | 37       |
| País           | Lista (2023)              | Posición |
| España         | Top 100 Vinilos           | 63       |

## Certificaciones
| País/Región              | Organismo certificador         | Certificación | Ventas certificadas | Ref.   |
| ------------------------ | ------------------------------ | ------------- | ------------------- | ------ |
| Japón                    | RIAJ                           | Oro           | 100 000             | [ 21 ] |
| Certificaciones globales |                                |               |                     |        |
| Europa                   | World Wide Europe Awards (WWA) | Oro           | 500 000             | [ 24 ] |

## Créditos
| - Klaus Meine: voz - Uli Jon Roth: guitarra líder, coros y voz principal en «Hell Cat» y «Polar Nights» - Rudolf Schenker: guitarra rítmica y coros - Francis Buchholz: bajo y coros - Rudy Lenners: batería | - Dieter Dierks: productor - Michael von Gimbut: fotografía - Steffan Böhle: diseño y dirección artística |

- Fuente: Discogs[8]